# Kendua
Kendua é uma vila no distrito de Maldah, no estado indiano de Bengala Ocidental.

## Demografia
Segundo o censo de 2001, Kendua tinha uma população de 5768 habitantes. Os indivíduos do sexo masculino constituem 51% da população e os do sexo feminino 49%. Kendua tem uma taxa de literacia de 62%, superior à média nacional de 59,5%: a literacia no sexo masculino é de 71% e no sexo feminino é de 53%. Em Kendua, 13% da população está abaixo dos 6 anos de idade.